# Globba pendula
Globba pendula är en enhjärtbladiga växtart som beskrevs av William Roxburgh. Globba pendula ingår i släktet Globba, och familjen Zingiberaceae. IUCN kategoriserar arten globalt som livskraftig.

## Underarter
Arten delas in i följande underarter:
- G. p. elegans
- G. p. montana
- G. p. pendula